# 抱きしめる
抱きしめる（だきしめる）は、BoAの18枚目のシングル。2005年11月23日にavex traxから発売された。

## 収録曲
1. 抱きしめる
  - 作詞：渡辺なつみ／作曲・編曲：原一博
  - 日本テレビ系「スポーツうるぐす」2005年11・12月度テーマソング
2. Before you said goodbye to me
  - 作詞：藤林聖子／作曲：原一博／編曲：春川仁志
3. 抱きしめる（TV MIX）
4. Before you said goodbye to me（TV MIX）

## -The Greatest ver.-
『抱きしめる -The Greatest ver.-』（だきしめる -ザ・グレイテスト・バージョン-）はBoAの配信限定シングル

### 解説
日本デビュー20周年を記念して行われるセルフカバー・プロジェクトの第3弾。
本作はオリジナルではなかった英語によるナレーションが追加されており、オリジナルには見られなかったテンポに仕上がっていると言う。

### 収録曲
1. 抱きしめる -The Greatest ver.- (3:59)
作詞：渡辺なつみ / 作曲：原一博 / 編曲：JinHwan Kim